# Jerry Wilson
Pour les articles homonymes, voir Wilson.
Jerry Wilson, né en 1961 à Boise dans l'Idaho, est un écrivain américain.

## Œuvres  traduites en français

### Recueil de nouvelles
- Prière pour ceux qui ne sont rien, Le Serpent à Plumes, 2018 ((en) A Kind of Kaddish, Leaky Boot Press, 2015), trad. Sébastien Doubinsky, 176 p.  (ISBN 979-1097390143)Précédemment paru en anglais sous le titre You Don't Live Here et traduit en français sous le titre Parc Avenue aux éditions Zanzibar

### Nouvelle traduite à part
- L’Attente, e-fractions éditions, 2014 ((en) Waiting)Nouvelle extraite du recueil You Don't Live Here